# Missing (film fra 1918)
Missing er en amerikansk stumfilm fra 1918 af James Young.

## Medvirkende
- Thomas Meighan - William Farrell
- Sylvia Breamer - Nell Surratt
- Robert Gordon - George Surratt
- Winter Hall - Howson
- Ola Humphrey - Hester